# Patella piperata
Patella piperata is een slakkensoort uit de familie van de Patellidae. De wetenschappelijke naam van de soort werd in 1846 gepubliceerd door Gould.